# Jimmy Connors
James Scott "Jimmy“ Connors (Belleville, Illinois, 2 de setembro de 1952) é um ex-tenista profissional norte-americano.
Foi um dos líderes no ranking da década de 70 e 80 junto a Björn Borg e John McEnroe, e um dos tenistas que permaneceram por mais semanas na liderança do ranking profissional. Tinha o apelido de "Jimbo", sendo conhecido por ser um atleta sensacional e carismático. Sua lendária marca de 109 títulos conquistados ao longo da carreira é tida pelos especialistas como "inigualável" e faz dele o maior vencedor de títulos individuais da história do tênis na era moderna do esporte. Teve uma das carreiras mais longas e mais vitoriosas da história do tenis internacional.
Possui o recorde de maior sequência de temporadas ganhando ao menos 5 títulos: 9, entre 1972 e 1980.
Em 2008 foi o técnico do tenista Andy Roddick.
Connors é membro do International Tennis Hall of Fame desde 1998.
Em 2014, Connors foi considerado pela Revista Tênis um dos "10 tenistas que transformaram a forma como o tênis é jogado". Segundo a revista, "com sua garra extremada, Jimmy Connors tornou-se o campeão das multidões. Aliás, ele foi um dos pioneiros quando o assunto é envolver a plateia e trazê-la para dentro do jogo a seu favor. Um exímio “showman”, ele sabia catalisar toda a energia emanada do público para amedrontar seus adversários. Apesar do jogo completo, foram seus golpes de base que ajudaram a fundamentar o tênis-força nos anos seguintes".

## Grand Slam finais

### Simples: 15 finais (8 títulos e 7 vices)
| Resultado | Ano  | Campeonato          | Piso   | Oponente        | Placar                            |
| Campeão   | 1974 | Australian Open (1) | Grama  | Phil Dent       | 7–6(9–7), 6–4, 4–6, 6–3           |
| Campeão   | 1974 | Wimbledon (1)       | Grama  | Ken Rosewall    | 6–1, 6–1, 6–4                     |
| Campeão   | 1974 | US Open (1)         | Grama  | Ken Rosewall    | 6–1, 6–0, 6–1                     |
| Vice      | 1975 | Australian Open     | Grama  | John Newcombe   | 5–7, 6–3, 4–6, 6–7(7–9)           |
| Vice      | 1975 | Wimbledon           | Grama  | Arthur Ashe     | 1–6, 1–6, 7–5, 4–6                |
| Vice      | 1975 | US Open             | Saibro | Manuel Orantes  | 4–6, 3–6, 3–6                     |
| Campeão   | 1976 | US Open (2)         | Saibro | Björn Borg      | 6–4, 3–6, 7–6(11–9), 6–4          |
| Vice      | 1977 | Wimbledon           | Grama  | Björn Borg      | 6–3, 2–6, 1–6, 7–5, 4–6           |
| Vice      | 1977 | US Open             | Saibro | Guillermo Vilas | 6–2, 3–6, 6–7(4–7), 0–6           |
| Vice      | 1978 | Wimbledon           | Grama  | Björn Borg      | 2–6, 2–6, 3–6                     |
| Campeão   | 1978 | US Open (3)         | Duro   | Björn Borg      | 6–4, 6–2, 6–2                     |
| Campeão   | 1982 | Wimbledon (2)       | Grama  | John McEnroe    | 3–6, 6–3, 6–7(2–7), 7–6(7–5), 6–4 |
| Campeão   | 1982 | US Open (4)         | Duro   | Ivan Lendl      | 6–3, 6–2, 4–6, 6–4                |
| Campeão   | 1983 | US Open (5)         | Duro   | Ivan Lendl      | 6–3, 6–7(2–7), 7–5, 6–0           |
| Vice      | 1984 | Wimbledon           | Grama  | John McEnroe    | 1–6, 1–6, 2–6                     |

### Duplas: 3 finais (2 títulos e 1 vice)
| Resultado | Ano  | Campeonato    | Piso   | Parceiro     | Oponentes                | Placar                       |
| Vice      | 1973 | Roland Garros | Saibro | Ilie Năstase | John Newcombe Tom Okker  | 1–6, 6–3, 3–6, 7–5, 4–6      |
| Campeão   | 1973 | Wimbledon (1) | Grama  | Ilie Năstase | John Cooper Neale Fraser | 3–6, 6–3, 6–4, 8–9(3–7), 6–1 |
| Campeão   | 1975 | US Open (1)   | Saibro | Ilie Năstase | Tom Okker Marty Riessen  | 6–4, 7–6                     |

### Duplas Mistas: 1 final (1 vice)
| Resultado | Ano  | Campeonato | Piso  | Parceira    | Oponentes                    | Placar   |
| Vice      | 1974 | US Open    | Grama | Chris Evert | Pam Teeguarden Geoff Masters | 1–6, 6–7 |